# De killerkok
De killerkok is het 136ste album uit de reeks De avonturen van Urbanus en verscheen 2009 in België. De tekenaar is Willy Linthout en het scenario werd door Urbanus bedacht.

## Het verhaal
Het verhaal begint met Urbanus, Nabuko Donosor en Amedee die een discussie houden over de reclame voor andere stripalbums op de laatste pagina van de Urbanusstrips.
Eufrazie treurt voor de dood van Cesar. Cesar zit in een grote fles met sterk wijwater en staat in de woonkamer. Plots ontdekt Urbanus dat de ziel van Cesar wil ontsnappen. Urbanus probeert dit op alle mogelijke manieren te beletten en door de ziel weer in zijn lichaam te proppen proberen ze hem weer tot leven te wekken. Maar na één pijpje gerookt te hebben, sterft Cesar weer. Urbanus en zijn vrienden proberen te beletten dat de ziel opnieuw ontsnapt. Eufrazie komt iemand met een kartonnen doos over zijn hoofd tegen, en denkt dat het Guust Flater is. Eufrazie wil een maaltijd bakken voor hem, maar alles brandt aan. Omdat het niet lukt, belt ze een kok op, namelijk Piet Luysenfluyt. Omdat er geen vlees meer is en alle slagers dicht zijn, vangt hij in de tuin een mol, beter bekend als de mol van Mieleke Melleke Mol. Omdat die mol ontsnapt, gaat hij boven vlees halen. Niemand weet waar het vandaan komt, maar uiteindelijk blijken het de armen en een been van Cesar te zijn. Piet Luysenfluyt vliegt de deur uit.
Door een misverstand denkt Eufrazie dat Cesar toestemt dat zij een relatie begint met de man van wie zij denkt dat het Guust Flater is. Eufrazie kleedt zich uit voor die man en die man maakt een naaktschilderij van Eufrazie. Op onverklaarbare wijze komt Cesar weer tot leven en wordt woest op Eufrazie. Hij breekt uit zijn fles en begint te vechten met de man. De man duwt Cesar door het raam en opnieuw sterft hij.
Eufrazie ontdekt dat die man niet Guust Flater maar Jan Bosschaert is. Piet Luysenfluyt ontdekt dat hij gezocht wordt als killerkok en verwisselt zijn gezicht met een chinese kok. Hij opent het chinees restaurant Piet Pong. Ondertussen heeft Urbanus Cesar weer tot leven gekregen. Dan komt Roboboy bij de familie Urbanus langs om een goochelshow te presenteren. Urbanus en Cesar nemen zijn armen af. De familie Urbanus gaat eten bij Piet Pong. Daar werken Plankgas en Plastronneke die in plaats van de menu's hun albums voorstellen. Cesar neemt plankgas zijn been af. De voorgerechten zijn satétjes die afkomstig zijn van Nabuko Donosor. Urbanus merkt dit en stormt de keuken binnen. Daar merken ze nog net op tijd dat hun hoofdgerecht Plastronneke zelf was. Plankgas belt de politie op. Piet Luysenfluyt verwisselt zijn chinezengezicht met het achterwerk van Nabuko Donosor en verdwijnt door het raam.

## Culturele verwijzingen
- Er wordt gesproken over Rik Torfs als Urbanus, Cesar weer tot leven wil brengen.
- In dit album komt Guust Flater uit de gelijknamige stripreeks Guust, maar later ontdekt Urbanus dat het Jan Bosschaert is.
- Piet Huysentruyt verschijnt als Piet Luysenfluyt. Later ontdekt Urbanus dat hij 'De Killerkok' is.
- Piet Luysenfluyt vindt geen vlees voor Eufrazie, en Piet graaf Mol op uit de stripreeks Mieleke Melleke Mol, ook Mieleke en Melleke verschijnen ten tonele.
- In dit album verschijnt rechercheur Vandermeulen uit de stripreeks Het laatste station.
- Als Urbanus de deur open doet ziet hij het strippersonage Roboboy uit de stripreeks Roboboy, die reclame maakt voor zijn strips.
- Ook Plankgas en Plastronneke hebben een cameo.